# Ludwig Hanstein
Ludwig Hanstein (ur. 20 stycznia 1892, zm. 21 marca 1918)  – as lotnictwa niemieckiego Luftstreitkräfte z 16 potwierdzonymi  zwycięstwami w I wojnie światowej.
Urodził się w Królestwie Prus w 1892 roku. Po przejściu szkolenia lotniczego został przydzielony do bawarskiej jednostki bojowej FFA 9. W jednostce służył od maja 1916 roku do 31 października 1916 roku. Odniósł w niej swoje pierwsze zwycięstwo powietrzne pilotując samolot Fokker D.II. Kolejnym przydziałem Ludwiga Hansteina była eskadra myśliwska Jagdstaffel 16, w której służył do 25 września 1917 roku, odnosząc w niej kolejnych 10 zwycięstw powietrznych.
25 września 1917 roku Ludwig Hanstein został przeniesiony do bawarskiej eskadry myśliwskiej Jagdstaffel 35 na stanowisko dowódcy. Obowiązki dowódcy pełnił z przerwą na urlop do dnia śmierci. 21 marca 1918 roku w czasie walki powietrznej pilotowany przez Ludwiga Hansteina Albatros D.V został zestrzelony przez angielskiego asa Herberta Sellarsa.

## Odznaczenia
- Królewski Order Rodu Hohenzollernów – 20 stycznia 1918
- Krzyż Żelazny I Klasy
- Krzyż Żelazny II Klasy